# Тувинці

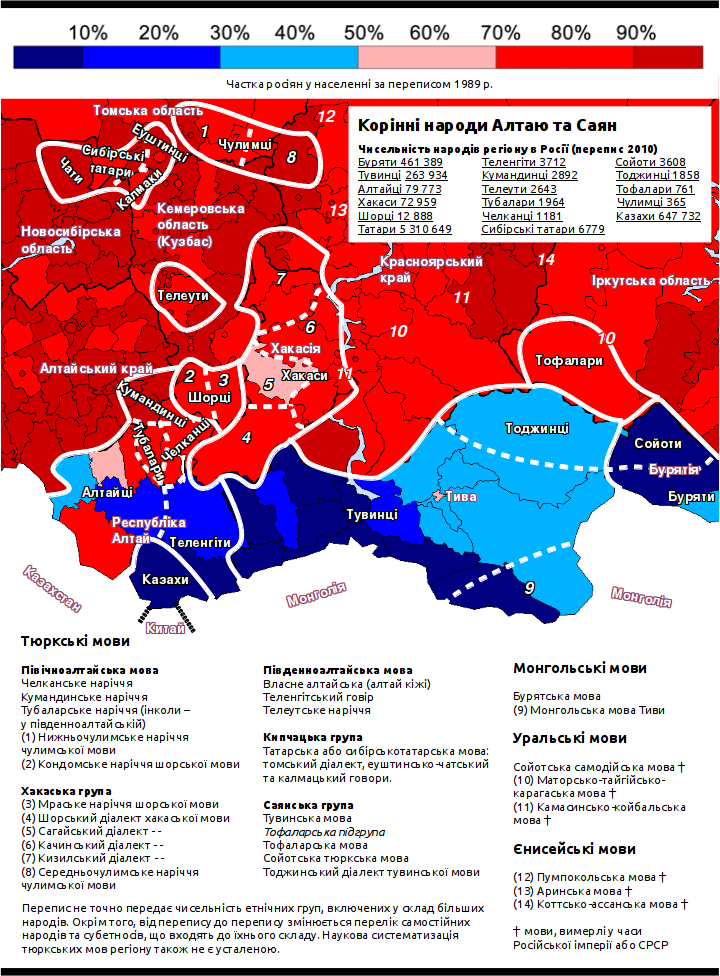
Розселення тувинців

Тувинці (самоназва тива кіжи, застарілі назви — урянхайці, сойони, сойоти) — тюркський народ, один з корінних народів Саяно-Алтайського нагір'я. Основне населення Республіки Тива (РФ). Столиця Тиви місто Кизил — географічний центр Азії. Чисельність у світі — понад 300 тис. чоловік (2005), з них понад 2/3 у РФ, також у Китаї та Монголії (понад 20 тис. чоловік). Найбільшою етнічною групою тувинців Монголії є ценгельці.
За релігією тувинці — буддисти та прибічники традиційних культів (шаманізм). Серед тувинців нема однорідності, західні групи зберігають більше тюркських ознак, східним тувинцям, зокрема тоджинцям (інколи розглядаються як окремий народ, субетнічна група тувинців тощо) притаманні риси монгольських народів.

## Історія

тувинська повстяна юрта

Етногенез тувинців виглядає так, що на території Тиви жило давнє центрально-азійське населення (за версією — пращури киргизів), яке в 13-14 століттях зазнало експансії монголів, що значно вплинули на антропологічний тип сучасних тувинців. А вже до початку 19 століття усі групи тувинців, разом зі східними, були повністю потюрчені, що власне і стало підсумком формування тувинської нації. Тива нарівні з Монголією зберігала незалежність після національно-визвольних революцій (у Тиві в 1921 р.), але 1944 року добровільно ввійшла до складу СРСР на правах автономної області (у 1961 р. перетворено на АРСР, сьогодні, з 1991 р. — Республіка Тива). Зараз Тива — одна з нечисленних російських автономій, де корінна нація переважає за чисельністю росіян і складає більше половини загального населення (у Тиві тувинців 2/3).

## Духовна культура
На весь світ відомий хоомей — тувинський горловий спів. Основним жанром фольклору є не казки, а алгиші — шаманські міфи, присвячені духам природи, світу, про визначних шаманів і події, побутові тощо. Цей факт за СРСР замовчувався, а сам жанр не розвивався, після 1991 р. виконання і творення алгишів відроджено зусиллями ентузіастів і національних науковців та інтелігенції, перш за все завдяки видатному письменнику і етнографу Монгуш Кенін-Лопсану.